# Pine Ridge Indian Reservation

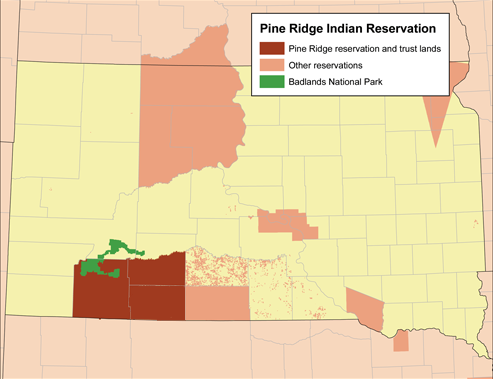
De ligging van Pine Ridge Indian Reservation (donkerbruin) met Badlands National Park (groen)

Het Pine Ridge Indian Reservation (ook wel Pine Ridge Agency genoemd; in de taal van de Lakota Oglala Oyanke) is een indianenreservaat gelegen in de zuidwestelijke hoek van de Amerikaanse staat South Dakota. Het is de verblijfplaats van de Oglála, een subgroep van de Lakota. Het reservaat bestaat uit Oglala Lakota County, de zuidelijke helft van Jackson County en Bennett County. De totale oppervlakte van het reservaat bedraagt 8984 km². Het Pine Ridge-reservaat wordt bestuurd door de indianennatie Oglala Sioux Tribe.

## Geografie
Er zijn drie verschillende geografische regio's in het Pine Ridge Indian Reservation.
1. In het zuiden en het oosten liggen uitgestrekte open graslanden.
2. In het centrum van het reservaat gaan de open graslanden geleidelijk over in glooiende met pijnbomen begroeide heuvels en ruggen (vandaar de naam van het reservaat). Ze worden gevormd door de oostelijke uitlopers van de Black Hills, die verder naar het westen liggen.
3. Ten noorden van de beboste gebieden ligt het het ongeveer 160 000 hectare grote natuurreservaat Badlands National Park.

## Culturele sites
- Het Heritage Center ligt ongeveer 8 km ten noorden van Pine Ridge in the Red Cloud Indian School. Het bevat een uitgebreide kunstcollectie met werken van de inheemse volkeren van de noordelijke prairies. Sinds 1969 organiseert het Heritage Center de Red Cloud Indian Art Show. Aan deze jaarlijkse wedstrijd nemen inheemse Amerikaanse kunstenaars uit de hele natie deel. Alle kunstvoorwerpen die er te zien zijn worden te koop aangeboden.
- De begraafplaats van Chief Red Cloud ligt op een heuvel boven de campus van de Red Cloud Indian School.
- Wounded Knee Visitor Center is een nationale historische site ten noordoosten van het Pine Ridge dorp. Bezoekers krijgen er informatie over de geschiedenis van het bloedbad dat er in 1890 plaatsvond en over de bezetting ervan door de American Indian Movement in 1973.
- Cedar Pass Lodge ligt aan de Badlands Park Loop Road in het Badlands National Park. Er is onder andere een museum gevestigd dat culturele en geografische tentoonstellingen organiseert. Cedar Pass Lodge is eigendom van het Oglala Sioux volk en het wordt door hen uitgebaat.
- Het zuidelijk deel van het Badlands National Park ligt in het noorden van het reservaat. Het hele park is een fossiel bed waar de regen de fossiele overblijfselen van duizenden uitgestorven prehistorische dieren blootlegt. Het park trekt ieder jaar een miljoen toeristen. Het noordelijk deel van het park ligt niet in het reservaat en ontvangt veel meer bezoekers dan het zuidelijke deel. Het ligt dichter bij Interstate 90 en is gemakkelijker bereikbaar.
- Het Prairie Wind Casino is eigendom van en wordt uitgebaat door de Oglala Sioux Tribe. Het ligt in het zuidwestelijk deel van het reservaat.
- Het Lakota Trade Center ligt ten oosten van Kyle. Onder andere de Chamber of Commerce, First Nations Bank, Spirit Horse Gallery en Lakota Fund zijn er in ondergebracht. Het opende zijn deuren in 1997 op initiatief van het Lakota Fund.[1]

## Geschiedenis

### 1889: Oprichting
Het Pine Ridge Indian Reservation maakte oorspronkelijk deel uit van het Great Sioux Indian Reservation,
dat in 1868 werd afgesloten middels het Verdrag van Fort Laramie van 1868. Het Great Sioux Indian Reservation had een oppervlakte van ongeveer 240 000 km² en besloeg grote delen van South Dakota, Nebraska en Wyoming.
In 1876 schond de Amerikaanse overheid het verdrag uit 1868 door een deel (31 000 km²) van de Black Hills open te stellen voor boeren en particuliere belangen.
In 1889 werd wat er overbleef van het Great Sioux Indian Reservation verdeeld in zeven afzonderlijke reservaten: Cheyenne River Indian Reservation, Crow Creek Indian Reservation, Lower Brule Indian Reservation, Rosebud Indian Reservation, Sisseton Indian Reservation, Yankton Indian Reservation en Pine Ridge Indian Reservation.

### 1890: Bloedbad van Wounded Knee
Op 29 december 1890 maakte een groep aanhangers van de nieuw opgerichte Ghost Dance godsdienst een lange tocht naar het Pine Ridge Indian Reservation, in een poging te ontsnappen aan hun arrestatie. Ze trokken zuidwaarts door het Badlands National Park. Op de besneeuwde oevers van Wounded Knee Creek (Chankwe Opi Wakpala) werden zowat 300 Lakota mannen, vrouwen en kinderen afgeslacht in een gewelddadige ontmoeting met Amerikaanse soldaten.
Het Bloedbad van Wounded Knee maakte op een verschrikkelijk manier een einde aan een lange reeks gewapende conflicten tussen inheemse indiaanse volkeren en de Amerikaanse regering.

### Jaren 1970: Protest en geweld
In 1972 werd Dick Wilson verkozen tot president van het Pine Ridge Indian Reservation. Tegenstanders van Wilson beschuldigden hem van corruptie en machtsmisbruik. In februari 1973 probeerde de Oglala Sioux stammenraad Wilson af te zetten, maar dat mislukte. Daarop riep de stammenraad de hulp in van de American Indian Movement (AIM). Op 25 februari 1973 zond het departement van justitie 50 marshalls naar het reservaat om paraat te staan in geval van moeilijkheden. Op weg naar Porcupine hielden AIM leiders en zowat 200 medestanders halt in het dorp Wounded Knee en ze bezetten er de handelspost, het museum, het benzinestation en verscheidene kerken. Dat was het begin van een conflict tussen AIM en de Amerikaanse overheid, dat tot 8 mei 1973 zou duren. De leiders van AIM eisten de afzetting van Wilson, de schorsing van de stammengrondwet, een terugkeer naar het bestuur, zoals het bestond onder de Indian Reorganisation Act en onderhandelingen gebaseerd op het verdrag uit 1868. Na dagenlange onderhandelingen en een heleboel aandacht van de media werd beslist dat vertegenwoordigers van het Witte Huis en de Teton Sioux zouden bijeenkomen om het verdrag van 1868 te onderzoeken. Deze bijeenkomst zou pas plaatsvinden na de ontzetting van Wounded Knee. Op 8 mei 1973 kwam er een einde aan de bezetting van Wounded Knee.
Senator Abourezk leidde de hoorzittingen over de gebeurtenissen en de problemen die geleid hadden tot de bezetting van Wounded Knee. Op 17 juli 1973 stelde hij een gezamenlijke resolutie van de Senaat voor om een 'Indiaanse beleidscommissie' op te richten. Het doel van deze commissie omvatte een herziening van de juridische relatie tussen de inheemse Amerikanen en de Amerikaanse regering en het bieden van steun bij de ontwikkeling van een doeltreffend beleid.
Russell Means en Dennis Banks, leiders van AIM, stonden in 1974 terecht voor de bezetting van Wounded Knee. Na een proces van acht maanden werden alle klachten tegen hen ingetrokken.
Na het vreedzame einde van de bezetting van Wounded Knee waren er in de daaropvolgende jaren verscheidene gewelddadige incidenten in Pine Ridge Indian Reservation. Vertegenwoordigers van AIM stelden vast dat er veel onopgeloste moorden waren op tegenstanders van de door het Bureau of Indian Affairs geïnstalleerde stammenregering.
In 2000 maakte de FBI een rapport bekend om deze theorie te ontkrachten, waarop AIM dit verslag weerlegde.
Op 26 juni 1975 kwam het tot een gewapende confrontatie tussen activisten van AIM en de FBI, waarbij twee agenten en een activist om het leven kwamen. De jacht op de moordenaar(s) van de twee FBI agenten heeft geleid tot de omstreden vrijspraak van AIM leden Robert Robideau en Dino Butler en tot de uitlevering, het proces en de veroordeling van Leonard Peltier.
Het opmerkelijke gebrek aan materiële bewijzen in het proces van Peltier is het onderwerp van veel controverse.
Op 24 februari 1976 werd Anna Mae Aquash, een Mi'kmaq activiste en lid van de AIM, vermoord teruggevonden aan de kant van de State Road 73 in een verre uithoek van het reservaat. Er werden twee vermeende motieven voor de moord gegeven. Aquash zou er binnen AIM van verdacht geweest zijn een informant van de overheid te zijn en zij zou bovendien weet hebben van het feit dat Leonard Peltier in 1975 de FBI agenten vermoordde. Pas in 2004 werd er iemand voor de moord op Aquash veroordeeld. Twee andere verdachten wachten nog op hun proces.

## Politieke indeling
Het Pine Ridge Indian Reservation is ingedeeld in negen districten: Eagle Nest, La Creek, Medicine Root, Pass Creek, Pine Ridge, Porcupine, Wakpamni, White Clay and Wounded Knee.
De districten werden opgericht als distributieplaatsen voor overheidsrantsoenen, die vanuit elk district maandelijks werden verspreid. Die rantsoenen bestonden uit bloem, suiker, koffie, bonen, rijst en andere voedingsmiddelen. Zaden, landbouwwerktuigen, karren, dekens, textiel en andere huishoudelijke voorwerpen werden minder vaak bedeeld.

## In de populaire cultuur
Het arme Pine Ridge-reservaat speelt een rol in heel wat verhalen in de populaire cultuur:
- Powwow Highway, film uit 1989
- Thunderheart, film uit 1998
- Skins, film uit 2002
- Songs My Brothers Taught Me, film uit 2015
- The Rider, film uit 2017
- War pony film uit 2022

## Geboren
- Russell Means (1939-2012), acteur en activist